# Willis W. Bradley

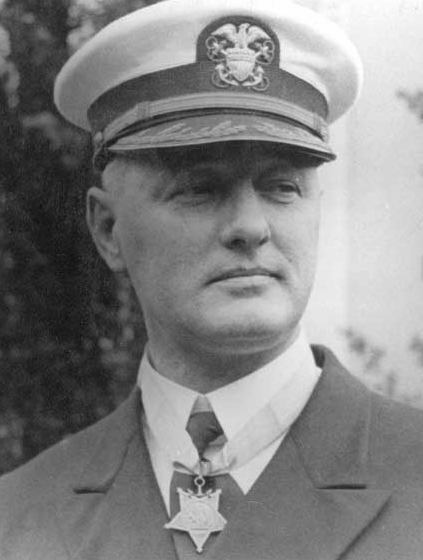
Willis W. Bradley

Willis Winter Bradley (* 28. Juni 1884 in Ransomville, Niagara County, New York; † 27. August 1954 in Santa Barbara, Kalifornien) war ein US-amerikanischer Marineoffizier. Als Politiker vertrat er zwischen 1947 und 1949 den Bundesstaat Kalifornien im US-Repräsentantenhaus.

## Werdegang
Kurz nach seiner Geburt zog Willis Bradley mit seinen Eltern nach Milnor in North Dakota. Im Jahr 1891 zog die Familie nach Forman weiter, wo der Junge die öffentlichen Schulen besuchte. Danach studierte er an der Hamline University in Saint Paul (Minnesota). In den Jahren 1902 und 1903 arbeitete er für die Kreisverwaltung im Sargent County als stellvertretender Grundbuchbeamter (Deputy registrant of Deeds). Daran schloss sich bis 1906 eine Ausbildung an der US-Marineakademie an. In den folgenden Jahrzehnten absolvierte er eine militärische Laufbahn in der US Navy. In dieser Zeit diente er auf verschiedenen Schiffen und Marinestützpunkten. Er nahm auch am Ersten Weltkrieg teil und wurde mit der Congressional Medal of Honor ausgezeichnet. Zwischen 1929 und 1931 war er Militärgouverneur von Guam; von 1933 bis 1935 fungierte er Standortkommandant des Marinestützpunkts Pearl Harbor auf Oʻahu. Zwischen 1940 und 1946, also auch während des Zweiten Weltkrieges, gehörte Bradley dem Inspektions- und Sicherheitsrat für die Pazifikküste an.
Im Jahr 1946 schied er nach 40 Jahren aus der Marine aus und begann als Mitglied der Republikanischen Partei eine politische Laufbahn. Bei den Kongresswahlen des Jahres 1946 wurde er im 18. Wahlbezirk von Kalifornien in das US-Repräsentantenhaus in Washington, D.C. gewählt, wo er am 3. Januar 1947 die Nachfolge des Demokraten Clyde Doyle antrat. Da er im Jahr 1948 gegen Doyle verlor und dieser damit sein altes Mandat zurückgewann, konnte Bradley bis zum 3. Januar 1949 nur eine Legislaturperiode im Kongress absolvieren. Diese war von den Ereignissen der unmittelbaren Nachkriegszeit bestimmt. Zwischen 1949 und 1952 arbeitete er als stellvertretender Präsident der Firma Pacific Coast Steamship Co. Von 1952 bis zu seinem Tod am 27. August 1954 in Santa Barbara saß er als Abgeordneter in der California State Assembly.
Die Fregatte Bradley wurde nach Willis Bradley benannt.